# Johan Valentin von Daldorff
Johan Valentin von Daldorff, född cirka 1665, död 4 november 1715, var en tysk militär i svensk tjänst.
Daldorff sändes som hertigen Fredrik IV av Holstein-Gottorps generaladjutant till Karl XII med nyheten om freden i Travendal och gick därefter över i svensk tjänst som generaladjutant. 1703 blev han tillförordnad och 1705 ordinarie överste för Upplands regemente och 1706 för Smålands kavalleriregemente. Daldorff följde Karl XII till Turkiet och blev 1709 generalmajor, 1710 generallöjtnant och 1713 general vid kavalleriet. Under kalabaliken i Bender blev Daldorff tillfångatagen men lösgavs snart och följde kungen till Stralsund. I slaget vid Stresow på Rügen blev han dödligt sårad.